# PGC 7
LEDA/PGC 7 ist eine elliptische Galaxie vom Hubble-Typ E-S0, die sich zwischen 300 und 350 Millionen Lichtjahren entfernt im Sternbild Fische befindet.
In einem Radius von drei Winkelminuten um PGC 7 liegen die Galaxien PGC 10 und PGC 1152096, die Sterne TYC 5253-332-1 und TYC 4663-125-1 sowie der Quasar ZYCJ 2357-003B.

## Erscheinungsbild
PGC 7 besitzt einen scheinbaren Durchmesser von 0,56 × 0,46 Winkelminuten, sodass die Galaxie rund 54- bis 65-mal kleiner als der ungefähre scheinbare Monddurchmesser von der Erde aus (≈ 30′) ist. Aufgrund dieser Tatsache sowie einer ermittelten scheinbaren Helligkeit von rund 13,84 Magnituden (mehr als 14.000-mal dunkler als die bei dunklem Himmel sichtbare Andromedagalaxie) ist PGC 7 für das bloße menschliche Auge vollständig unsichtbar.

## Physikalische Eigenschaften
Sie besitzt eine Rotverschiebung von z = 0,02377 und die daraus errechnete Entfernung liegt zwischen 93 und 107 Megaparsec (zwischen 300 und 350 Millionen Lichtjahren). Vom Sonnensystem aus entfernt sich PGC 7 mit einer errechneten Radialgeschwindigkeit von zirka 7100 Kilometern pro Sekunde. Der vermutete Durchmesser der Galaxie wird auf ca. 61.000 Lichtjahre geschätzt. Mit einer absoluten Helligkeit von −21,07 Magnituden besitzt PGC 7 eine 28 Prozent höhere absolute Helligkeit als die Milchstraße (≈ −20,8 mag).
Zusammen mit PGC 10 bildet sie das Galaxienpaar KPG600.